# Латиші в Білорусі
Латиші в Білорусі (біл. Латышы на Беларусі; лат. Baltkrievijas latvieši) — латиська національна меншість, що проживає в межах Республіки Білорусь. За даними національного перепису населення 2009 року в країні проживає 1549 латишів.
В 1926 році в Білорусі проживали 14 тисяч латишів (0,28 відсотка) від загального населення республіки. Майже половина з цих латишів були прописана у Вітебській області. У містах Білорусі серед латишів було чимало начальників (мабуть, з числа більшовиків зі стажем). Так, відсоток латишів — депутатів міськрад перевершував їх відсоток серед населення Білорусі більш ніж у 10 разів. Інша картина склалася на селі. Тут латиські селяни, що перебралися в Білорусь ще в XIX столітті, як говорилося в одному з партійних донесень, ставилися до радянської влади «байдуже».
Латиських шкіл у республіці в 1933 році було 32. У 1930 році 77 відсотків латиських дітей в Білорусі навчалися у школах з навчанням рідною мовою. Позбавлені цієї можливості були тільки ті, хто проживав поза межами компактного розселення латишів.
У Білорусі в той час існувало 5 латиських сільрад. Всі ці общини жили повноцінним культурним життям: латиська школа, латиська хата-читальня, латиські хори та гуртки. У Вітебську була латиська бібліотека, з 1931 року при Білоруському радіоцентрі розпочало роботу латиське радіо. На латиській мові виходила газета.
Очевидно, що нечисленна латиська національна меншина не мала в Білорусі проблем зі шкільною освітою. На той час це, втім, нікого не дивувало. Адже і в Латвії, наприклад, існували школи з різними мовами викладання, у тому числі білоруські школи. Звичайно, проекти перекладу шкіл національних меншин на латиську мову існували. Але проти таких планів виступали впливові латиські інтелігенти. Наприклад, рішуче захищав білоруські школи будучи міністром освіти Латвії відомий латиський поет Яніс Райніс. І в цілому, можна стверджувати, що в демократичній Латвії у національних меншин були досить великі права.